# Ernesto Rodríguez Ventocilla
Ernesto Rodríguez Ventocilla (Callao, 20 de agosto de 1896 - Lima, 29 de agosto de 1962) fue marino peruano, ministro de Marina, Relaciones Exteriores y Culto durante el gobierno de la Junta Militar presidida sucesivamente por los generales Manuel A. Odría y Zenón Noriega (1949-1950).

## Biografía
Sus padres fueron Pedro Rodríguez y Francisca Ventocilla. Estudió en la Escuela Naval del Perú y egresó como guardiamarina en 1918. Sirvió un año en el transporte Iquitos y luego fue enviado a Argentina. En 1925 integró la Comisión de Límites con Chile. Participó en la guerra del Ecuador de 1941, como miembro del Estado Mayor del Agrupamiento Norte.
Fue sucesivamente subdirector de la Escuela Naval (1945), jefe de la Zona Naval (1947) y jefe del Estado Mayor General de Marina (1949). Ascendido a contralmirante, se le confió el ministerio de Marina y de Relaciones Exteriores y Culto, bajo el gobierno de la Junta Militar presidida por el general Manuel A. Odría (1949). Cuando éste hizo su famosa “bajada al llano” para postular a la presidencia (junio de 1950), permaneció en el consejo de ministros de la Junta, presidida ahora por el general Zenón Noriega, hasta que se efectuó la toma de mando de Odría, ya como presidente constitucional, el 28 de julio de 1950.
Fue también inspector general de Marina y comandante general de la Escuadra (1951). Pasó al retiro en 1953. Trabajó luego en la Compañía Peruana de Vapores.
| Predecesor: Federico Díaz Dulanto | Ministro de Relaciones Exteriores del Perú 2 de junio de 1949 a 28 de julio de 1950 | Sucesor: Manuel C. Gallagher Canaval |